# Páli Szent Vince
Páli Vince (franciául: Vincent de Paul), katolikus nevén Páli Szent Vince (Ranquine, ma Saint-Vincent-de-Paul, 1581. április 24. – Párizs, 1660. szeptember 27.) szentté avatott római katolikus áldozópap, a lazarista rend és a Vincés család szerzetesközösségeinek alapítója.

## Fiatalkora
Vincent de Paul, illetve más forrásban Vincent Depaul a ma róla elnevezett Ranquine településen született, 1581-ben, szegény családban. Szülei Jean de Paul és Bertrande de Moras voltak. Három fiútestvére, Jean, Bernard és Gayon, két lánytestvére – Marie és Marie-Claudine volt. A testvérek között ő volt a harmadik. Gyermek, illetve fiatalkoráról nem sok forrás maradt fenn, valószínűsíthető, hogy a papi hivatás – szülei hatására – már korán megszületett benne. 1596-ban, 15 éves korában a daxi ferences kollégiumban kezdte meg tanulmányait, jótevője és támogatója M. de Comet támogatásával. 1597-ben kezdte el teológiai tanulmányait a Toulousei egyetemen. 1600. szeptember 23-án, 19 éves korában szentelte pappá a périgueuxi püspök. 1604-ben teológiai bakkalaureátust, majd nem sokkal később egyházjogi licenciátust szerzett.

## Kalandos évei
Felszentelése után megpályázott egy plébániát, melynek megszerzéséért még Rómába is elment, sikertelenül. Erről az időszakról sok legendás feljegyzés maradt, annyi bizonyos belőle, hogy papi hivatását nem vette túl komolyan, viszont komoly adósságai lettek, ellenben jövedelme nem, vagy csak nagyon kevés volt, ami miatt 1605-ben – anélkül, hogy hiteleit kifizette volna – két évre eltűnt.
Jótevőjének M. de Cometnak 1607-ben, illetve 1608-ban írt leveleiből az derül ki, hogy egy örökség miatt Marseille-be kellett utaznia. E levelekben egy ma már egyáltalán nem bizonyítható kalandsorozat bontakozik ki előttünk, melynek valóságtartalmát a kutatók erősen kétségbe vonják.
A legenda szerint Marseilleből tengeri úton indult el visszafelé, de az úton hajóját kalózok támadták meg, s őt eladták rabszolgának. Tuniszba vitték, ahol először egy halász, majd egy alkimista, végül egy ferencesből mohamedánná lett úr rabszolgája lett. Ez utóbbit sikerült megtéríteni, majd csónakkal elmenekültek együtt. Erről az időszakról így ír:
"Az volt a szándékom, hogy elutazom, amikor egy nemesember, akivel egy szálláson voltam, rábeszélt, hogy hajón menjek vele Narbonne-ig. Azért álltam rá, hogy gyorsabban odaérjek, és valamit megtakarítsak a pénzemből; helyesebben szólva, hogy soha oda ne érjek, és elveszítsek mindent. Oly kedvező szelünk volt, hogy még aznap megérkezhettünk volna, ha Isten nem engedi meg három török kalózhajónak, hogy üldözőbe vegyenek és elfogjanak minket. Útitársaim közül kettőt vagy hármat megöltek, mindenki mást megsebesítettek. Engem is ért egy nyíllövés, amely aztán életem hátralevő részében óra gyanánt szolgált. Levetkőztettek minket, s mindenki kapott egy nadrágot, egy fejfedőt. Amikor partra szálltunk, lánccal a nyakunkban vonultak velünk végig Tuniszon. Hosszas menetelés után a piactérre vittek, ahol a többi hasonló foglyot árulták, úgy, ahogy a lovakat meg a marhákat szokás. Kinyitották a szánkat, hogy a fogainkat vizsgálgassák, nézegették a sebeinket, lépésben, majd futásban jártattak, terhet raktak ránk és figyelték, hogyan cipeljük, s egymással is birkóznunk kellett a vevők előtt. Engem végül egy halásznak adtak el."
A legenda valóságtartalma kétséges, ellenben az biztos, hogy az 1605-1608 közötti évekből biztos forrással Vince életéről nem rendelkezünk. 1608-ban Párizsba költözött, ahol remélte, végre biztos álláshoz jut, amely 1610-ben teljesült. Ekkor IV. Henrik francia király első felesége, Valois Margit házikáplánja lett. Anyagi helyzete is rendeződött, amikor megkapta Saint Léonard-de-Chaumes-i ciszterci apátság javadalmát. Ebben az időben ismerkedett meg Pierre de Bérullelel, aki nem sokkal később megalapította az oratoriánusok francia ágát, valamint Vince lelki életére is komoly hatással volt. Lassan lezárul a kalandozásainak kora, amihez egy alaptalan vád – lakótársa megvádolta, hogy ellopta az erszényét – is hozzájárult, s ez alól nagyon nehezen, több mint hat év alatt tudta magát tisztázni.

## Rendalapítóként

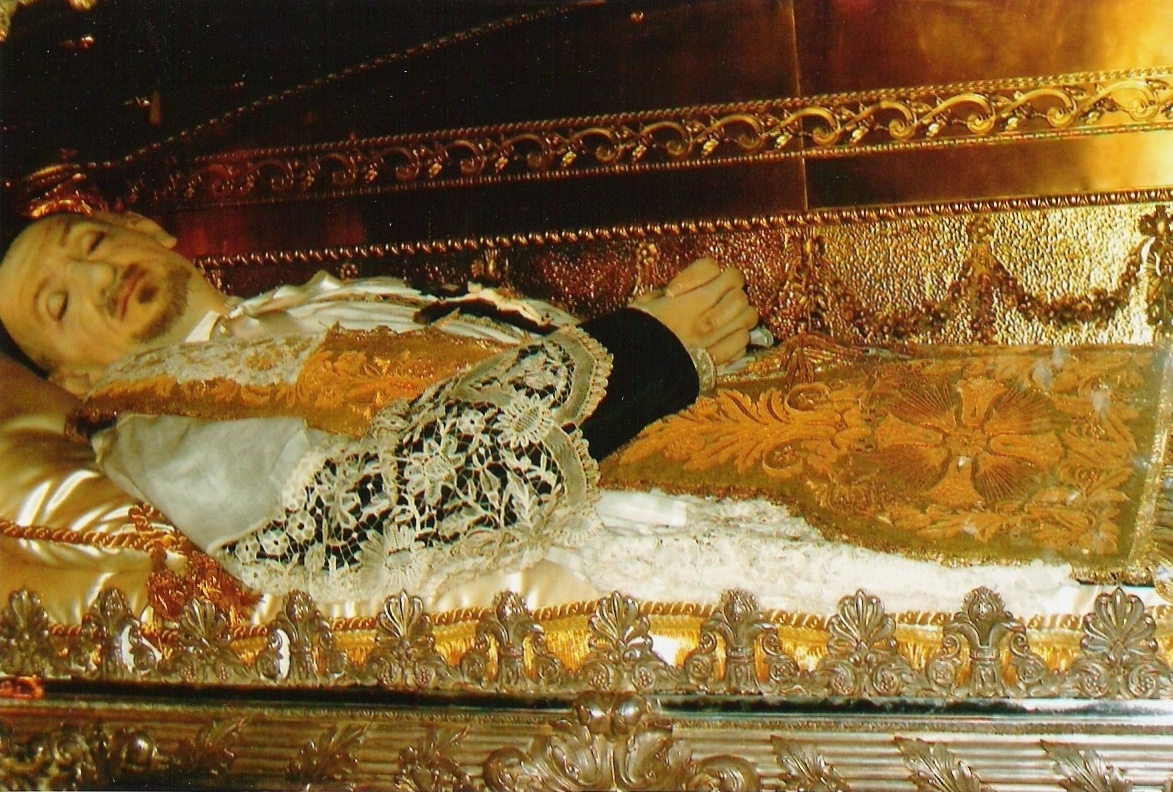
Páli Szent Vince sírja

1602-ben Pierre de Bérulle egyik társától megkapta a Párizs közelében fekvő Clichy település plébániáját. Itt kiváló lelkipásztornak minősült, hívei rajongtak érte. Mégis a következő év őszén elvállalta Philippe-Emmanuel de Gondi gróf gyermekeinek nevelői feladatait, s lemondott a plébániáról.
A család hamarosan megkedvelte. Három évig maradt ezen a helyen, majd 1617-ben elvállalta a lyoni egyházmegyében lévő Châtillon-les-Dombes nevű plébánia vezetését. Itt alapította az első Szeretet-Testvérületet. Rövid időn belül visszatért a Gondi családba, de ekkor már elköteleződött a szegény sorsú emberek segítése iránt. 1619 februárjában kinevezték a gályarabok lelkipásztorává. Az ekkor alapított Oltáriszentségről nevezett Társulattal megszervezte a gályarabok lelki és anyagi támogatását. A Gondi család 1625-ben jelentős összeget bocsátott Vince elképzeléseinek megvalósítására. 
Vincéhez eközben társak szegődnek, akik szintén hajlandóak a missziós munkát vállalni. Első közösségük a Collège des Bons Enfants-ban (A Jó Gyermekek Kollégiuma), majd 1632-től a Szent Lázár priorátusban élt. Ez utóbbiról kapta később a közösség a Lazaristák nevet.
Jó ideig sok helyről kapott támogatást, így a királyi udvarból is, különösen Ausztriai Anna királynőtől és Richelieu bíboros támogatta. 1643-ban a királynő meghívta a "lelkiismereti tanácsadó" hivatalára, ami azt jelentette, hogy az egyházi kinevezéseknél is volt tanácsadói szerepe. Emiatt a magas rangja miatt az intrikák őt is elérték, különösen a vele ellenséges Mazarin bíboros-kancellár hatására kegyvesztett lett. Ettől kezdve az udvari élettől teljesen visszavonult.

## Halála és szentté avatása
Egészsége korának előrehaladtával egyre inkább meggyengült. Hosszú ideig mocsárlázban szenvedett. 1655-től súlyos beteg volt, a végén járni is alig tudott, 1660-ra gyakorlatilag teljesen lebénult. Rövid haláltusa után 1660. szeptember 27-én halt meg. Boldoggá avatási eljárása rövid időn belül elindult, ekkor sírját felnyitották, s testét romlatlan állapotban találták meg. 1729 augusztusában boldoggá, 1737-ben szentté avatták.

## Általa, illetve hatására alakult szerzetesközösségek (Vincés család)
Páli Szent Vince több rendet is alapított, valamint hatására az alábbi rendek jöttek létre.
| Közösség elnevezése (magyarul)                           | Rövidítés | Alapítás dátuma                             | Jelmondat                                                                                                 | Internet oldal elérhetősége                                                                |
| -------------------------------------------------------- | --------- | ------------------------------------------- | --- | ------------------------------------------------------------------------------------------ |
| Lazaristák (Misszióstársaság)                            | CM        | 1625. január 25.                            | "Evangelizare pauperibus misit me" "Az Úr elküldött engem, hogy örömhírt vigyek a szegényeknek" (Lk 4,18) | https://web.archive.org/web/20190223131101/http://gospel-joy.org/                          |
| Szent Vince Szeretet Leányai Társulat (Irgalmas nővérek) | FdlC      | Marillac Szent Lujzával közös alapítás 1633 | "Caritas Christi urget nos" ˇ"Krisztus szeretet sürget minket" (2Kor 5,14)                                | http://www.filles-de-la-charite.org                                                        |
| Páli Szent Vince Társaság                                | SSVP      | Boldog Ozanam Frigyes alapította 1833-ban   | "Reménnyel szolgálni" "A szeretet mindig fiatal"                                                          | https://web.archive.org/web/20190903182756/https://www.ssvpglobal.org/                     |
| Máriás Vincés Ifjúság                                    | JMV       | 1830                                        | "Élni – szemlélődni – szolgálni" "Szűz Máriával Jézushoz"                                                 | http://www.secretariadojmv.org Archiválva 2021. március 9-i dátummal a Wayback Machine-ben |
| Csodásérem Társulat                                      | AMM       | nincs adat                                  | "Ó bűn nélkül fogantatott Szűz Mária könyörögj érettünk, kik hozzád menekülünk!"                          | http://www.amminter.org/                                                                   |
| Vincés Laikus Misszionáriusok                            | MISEVI    | nincs adat                                  | "Elküldöttek az egész világba, hogy hirdessék az Evangéliumot a szegényeknek"                             | https://web.archive.org/web/20161007225745/http://miseviinternacional.com/                 |
| Nemzetközi Szeretetegyesület                             | AIC       | Páli Szent Vince alapította 1617-ben        | "A szeretet végtelenségig találékony" "Együttműködni a szegénység és a szegénység okai ellen"             | http://www.aic-international.org                                                           |
| Depaul Szent Vince Szerzetesrend                         | RSV       | Jean-Léon Le Prevost alapította             | "Omni modo Christus anuntietur" "Minden módon Krisztust hirdessék"                                        | http://www.r-s-v.org                                                                       |

## Magyarul megjelent művei

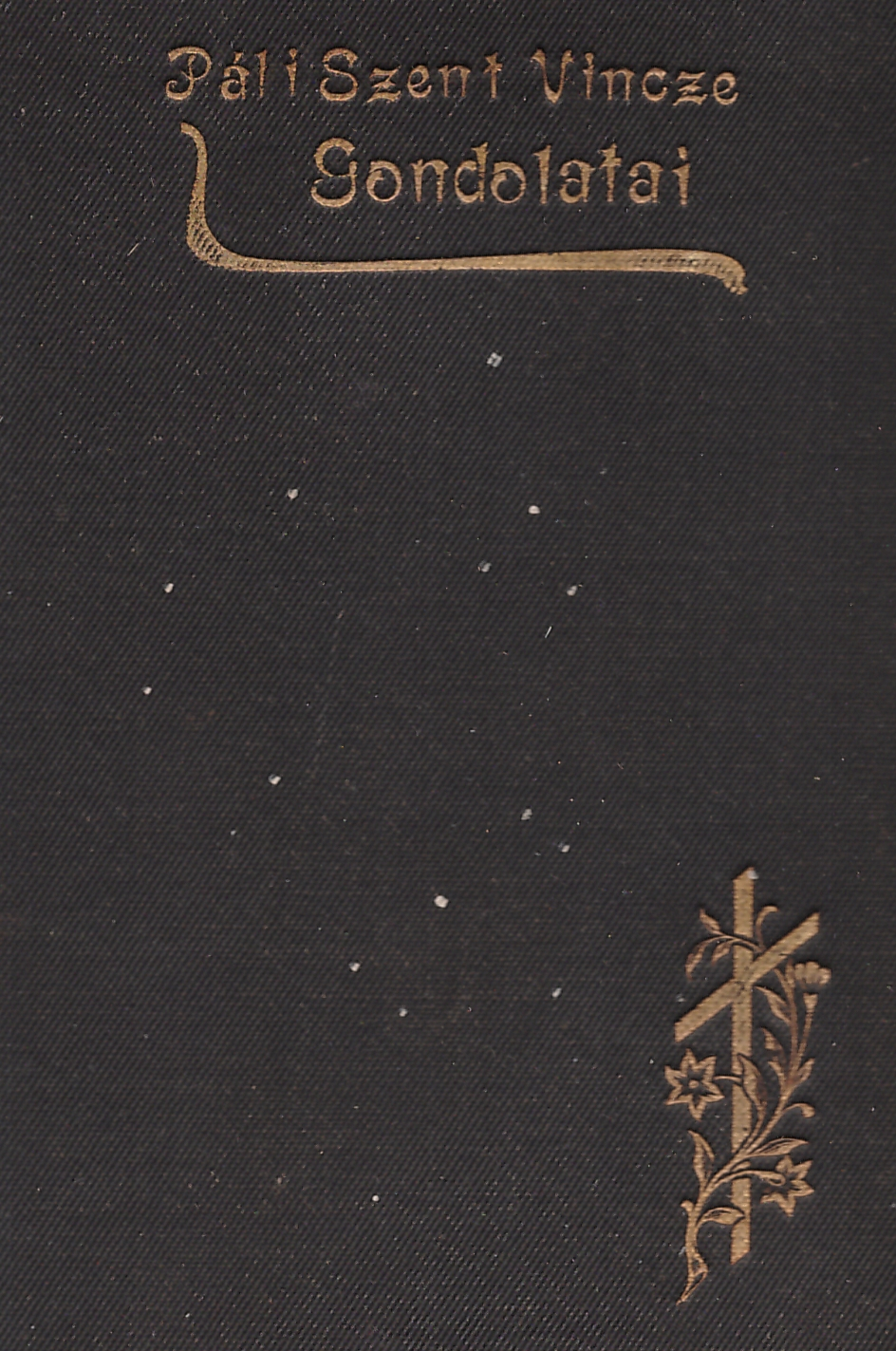

- Páli sz. Vincze egy-egy gondolata az év minden napjára (ford. Májer Imre), magánkiadás, Esztergom, 1902, 184 p.

## Róla szóló könyvek magyarul
- Gerd Hamburger: Ember, akinek múltja van; OMC, Bécs, 1985, https://moly.hu/konyvek/gerd-hamburgrer-ember-akinek-multja-van Archiválva 2016. szeptember 14-i dátummal a Wayback Machine-ben
- Elisabeth Heck: Képek Szent Vince életéből; ford. Raffaelli Rozina; Szt. István Társulat, Bp., 1985
- Marco Mezzadri: Páli szent Vince és a szeretet karizmája, 2007

## Film
- Monsieur Vincent, Maurice Cloche 1947-es filmje.[3]

## Fordítás
- Ez a szócikk részben vagy egészben  a   Vincent de Paul című angol Wikipédia-szócikk fordításán alapul.  Az eredeti cikk szerkesztőit annak laptörténete sorolja fel. Ez a jelzés csupán a megfogalmazás eredetét és a szerzői jogokat jelzi, nem szolgál a cikkben szereplő információk forrásmegjelöléseként.